# Оцеляване (филм)
„Оцеляване“ (на английски: Survivor) — копродукция на САЩ и Великобритания от 2015 година. Режисьори — Джеймс МакТийг, сценарист — Филип Шелби, оператор Дани Рулман. Автор на музиката Илан Ешкери.

## Сюжет
Историята е съсредоточена върху служителка на Държавния департамент на САЩ, която е изпратена от началниците си в Американското посолство в Лондон, за да се предотврати проникването на терористи в страната. Обаче нещата не тръгват по предначертания план: съвсем неочаквано героинята се превръща в един от основните заподозрени. За престъпленията в които тя е обвинена се налага смъртно наказание, така че тя е принудена да бяга, за да остане жива и да докаже своята невинност, а така също и за да предотврати терористична атака срещу Ню Йорк в навечерието на Бъдни Вечер. .

## Актьорски състав
| Изпълнител            | Роля                                       |
| --------------------- | ------------------------------------------ |
| Мила Йовович          | Кейт Абът                                  |
| Пиърс Броснан         | Неш                                        |
| Дилън МакДърмът       | Сам Паркър                                 |
| Анджела Басет         | Морийн Крейн                               |
| Пади Уолъс            | Джони Талбът                               |
| Паркър Сойерс         | Рей                                        |
| Башар Рахал           | милиционер №2                              |
| Ройс Пиърсън          | Range Finder                               |
| Бен Стар              | снайперист                                 |
| Шон Тил               | Алвин Мърдок                               |
| Робърт Форстър        | Бил Талбът                                 |
| Реге-Джийн Пейдж      | Робърт Първъл                              |
| Джинг Луси            | Джойс Су                                   |
| Антония Томас         | Наоми Розенбаум                            |
| Франсис де ла Тур     | Сали                                       |
| Джери-Джейн Пиърс     | нимфоманката                               |
| Роджър Рийс           | Симон Балан                                |
| Бено Фюрман           | Павлу                                      |
| Алиса Атанасова       | Симон                                      |
| Дженевийв О'Райли     | Лиза Кар                                   |
| Анди Ажиз             | ученият от Шри Ланка                       |
| Сабин Кросен          | новозеландси учен                          |
| Зак Шукор             | камбоджански учен                          |
| Жан Баптист Филон     | белгийски учен                             |
| Малкълм Синклеър      | Пери                                       |
| Алекс Бекет           | Хауи                                       |
| Джеймс Д'Арси         | Пери                                       |
| Димо Алексиев         | келнер                                     |
| Катаржина Волейньо    | продавачка                                 |
| Джеймс Хауърд         | агент на КТК №1                            |
| Соня Касиди           | Хелън                                      |
| Сам Клемент           | тийнейджър с телефон                       |
| Стивън Робъртсън      | Тревър                                     |
| Фей Паркър            | новинарка в парка                          |
| Питър Чонг            | стар китаец - двойка                       |
| Хейзъл Чонг           | стара китайка - двойка                     |
| Аарън Ли              | кантонски бизнесмен                        |
| Хлоуи Хезър           | театрална касиерка                         |
| Тери Рандъл           | тв говорител на новините №1                |
| Марта Роуи            | тв говорителка на новините №2              |
| Кори Джонсън          | Ерик Луумис                                |
| Уйлям Тейпли          | морски командир                            |
| Криста Конър          | работеща в имиграционната кантора          |
| Саманта Коглън        | билетен агент №1                           |
| Сузана Олман          | билетен агент №2                           |
| Алексис Питърман      | стюардеса                                  |
| Кайко Андрийо         | стюардеса №2                               |
| Луси Нюман-Уйлямс     | ръководител                                |
| Андрю Де Ла Рока      | работещ в имиграционна кантора             |
| Грегъри Дикс          | полицай от пристанището                    |
| Навийд Кхан           | шофьор на такси                            |
| Сюан Браун            | американски коментатор                     |
| Лиймор Марет Дж.      | полицай от „Тайм Скуеър“                   |
| Дъг Къкъл             | едрият работник №1                         |
| Дейвид Минкин         | полицай на кръстовище                      |
| Иън Портър            | портиер №1                                 |
| Робин Байърс          | полицай от Ню Йорк №1                      |
| Еди Багаява           | боклукчия                                  |
| Пол Блякуел           | офицер от полицията                        |
| Алън Бонд             | служител в дипломатическата защита         |
| Диляна Буюклиева      | имиграционен визов офицер                  |
| Анкута Брийбан        | Commuter                                   |
| Юе ТИнг Ченг          | мъж в имиграционното                       |
| Лий Дент              | пътник в първа класа                       |
| Дарън Диксън          | работник от платформата                    |
| Андрю Данкълбъргър    | веселящ се на Нова година                  |
| Ани Дърбин            | веселяща се на Нова година                 |
| Ивайло Грънчаров      | полицейски офицер                          |
| Гуна Гълтнийс         | студентка                                  |
| Лий Никълъс Харис     | полицай от британската транспортна полиция |
| Крис Мартин Хил       | полицай от британската транспортна полиция |
| Колин Хауълс          | американски моряк                          |
| Брон Джеймс           | студент                                    |
| Брус Лоурънс          | 1 моряк                                    |
| Бари Мартин           | уличен чистач                              |
| Селина Неса           | рецепционистка в хотел                     |
| Хю О'Брайн            | работещ в американското посолство          |
| Зак Рашид             | полицай от армията                         |
| Роберт Роман Ратайчак | агент                                      |
| Дейвид Дж. Робъртсън  | охранител във влака                        |
| Тина Симънс           | изпълнителна директорка                    |
| Атанас Сребрев        | Нюйоркски снайперист                       |
| Райън Стюарт          | Неро Франкс                                |
| Роунън Съмърс         | моряк                                      |
| Албърт Танг           | турист                                     |
| Мат Тайзък            | бизнесмен                                  |
| Глен Уебстър          | офицер от полицията                        |
| Аник Виже             | лабораторен техник                         |
| Нейтън Дийн Уйлямс    | бездомно момче                             |
| Брайън Уудуард        | офицер от полицията                        |

## Производство
Снимките са в София, България и Лондон Великобритания.